# Conus undatus
Conus undatus é uma espécie de gastrópode do gênero Conus, pertencente à família Conidae.